# بريث أ ساي
«بريث أ ساي» (بالإنجليزية: Breathe a Sigh)‏ هي أغنية لفرقة الهارد روك البريطانية ديف ليبارد من ألبومها لعام 1996 سلانغ. وصلت الأغنية لذروتها في المرتبة 43 على لائحة الأغاني المنفردة في المملكة المتحدة. لم ترافق الأغنية المنفردة أغنية مصورة. في إشارة للأغنية، قال المغني الرئيسي جو إليوت في تعليق الألبوم أن «بريث أ ساي» كانت «تحدياً هائلاً [له] في غنائها» وأنه «جربت عدة طرق [في الاستوديو]، إلا أن أي منها لم تعطي الأغنية حقها»، لذا قامت ديف ليبارد «بتجريدها لأصلها». لم تُغنَّ الأغنية في الحفلات الموسيقية منذ جولة سلانغ العالمية في 1997.

## قائمة الأغاني

### سي دي: بلادجن ريفولا - ميركري / LEPCX18 (المملكة المتحدة) / 578 841-2
1. «بريث أ ساي»
2. «أنذر هيت آند ران» (مباشر)
3. «أول آي وأنت إز إيفريثينغ» (مباشر)
4. «وورك إت آوت» (مباشر)

### سي دي: بلادجن ريفولا - ميركري / LEPCD18 (المملكة المتحدة) / 578 839-2
1. «بريث أ ساي»
2. «روك! روك! (تيل يو دروب)» (مباشر)
3. «ديليفر مي» (مباشر)
4. «سلانغ» (مباشر)